# 제3회 사람사는세상영화제
제3회 사람사는세상영화제는 2016년 10월 20일에 열린 시상식이다.

## 수상 및 후보

### 대상
- 연애 - 김석영 수상

### 최우수상
- 티치 미 - 김민주 수상

### 우수상
- 전학생 - 박지인 수상

### 심사위원특별상
- 낙원 - 황승윤 수상

### 포커스 인
- 이타카로의 귀환 - 로랑 캉테
- 칠레의 노래패, 퀼라파윤 - 호르헤 라이바
- 5월 이후 - 올리비에 아사야스
- 7년-그들이 없는 언론 - 김진혁

### 포커스 한국단편
- 가슴의 문을 두드려도 - 최윤태
- 강릉여인숙 - 이재임
- 거미줄 - 정시온
- 낙원 - 황승윤
- 달인 - 윤부희
- RUNDOWN - 김동식
- 바람이 분다 - 홍유정
- 사일런트 보이 - 박근영
- 새들이 돌아오는 시간 - 정승오
- 수요기도회 - 김인선
- 연애 - 김석영
- 오 흐부아흐! - 이혜성
- 우주의 닭 - 변성빈
- 416프로젝트 '망각과 기억' - 자국 - 정일건
- 자물쇠 따는 방법 - 김광빈
- 전학생 - 박지인
- 파테르 - 김지연
- 팡뜨 - 양진열
- 티치 미 - 김민주
- 행복한 우리집 - 박민지